# Lophopetalum duperreanum
Lophopetalum duperreanum är en benvedsväxtart som beskrevs av Pierre. Lophopetalum duperreanum ingår i släktet Lophopetalum och familjen Celastraceae. Inga underarter finns listade.